# Atelopus mindoensis
Espèce
Statut de conservation UICN

 CR A2e : 
En danger critique
Atelopus mindoensis est une espèce d'amphibiens de la famille des Bufonidae.

## Répartition
Cette espèce est endémique du Nord de l'Équateur. Elle se rencontre dans les provinces de Pichincha et d'Esmeraldas entre 700 et 2 200 m d'altitude sur le versant Ouest de la cordillère Occidentale.

## Description
Atelopus mindoensis mesure en général jusqu'à 20 mm pour les mâles et jusqu'à 30 mm pour les femelles.

## Étymologie
Son nom d'espèce, composé de mindo et du suffixe latin -ensis, « qui vit dans, qui habite », lui a été donné en référence au lieu de sa découverte, Mindo dans la province de Pichincha à environ 1 200 m d'altitude.

## Publication originale
- Peters, 1973 : The Frog Genus Atelopus in Ecuador. Smithsonian Contributions to Zoology, no 145, p. 1-49 (texte intégral).